# Catedral de Pienza
La Concatedral de Santa María de la Asunción es el principal lugar de culto de Pienza, en la provincia de Siena, concatedral de la diócesis de Montepulciano-Chiusi-Pienza.

## Historia
El complejo, que se asienta sobre la antigua iglesia parroquial de Santa María, pero con una orientación diferente, fue pensado para completar la escenografía de la plaza principal de la ciudad, Plaza Pio II, y fue construido por voluntad del Papa Pio II Piccolomini entre 1459 y 1462 por Bernardo Rossellino durante la remodelación del centro histórico de Pienza.

## Descripción

### Plaza Pio II

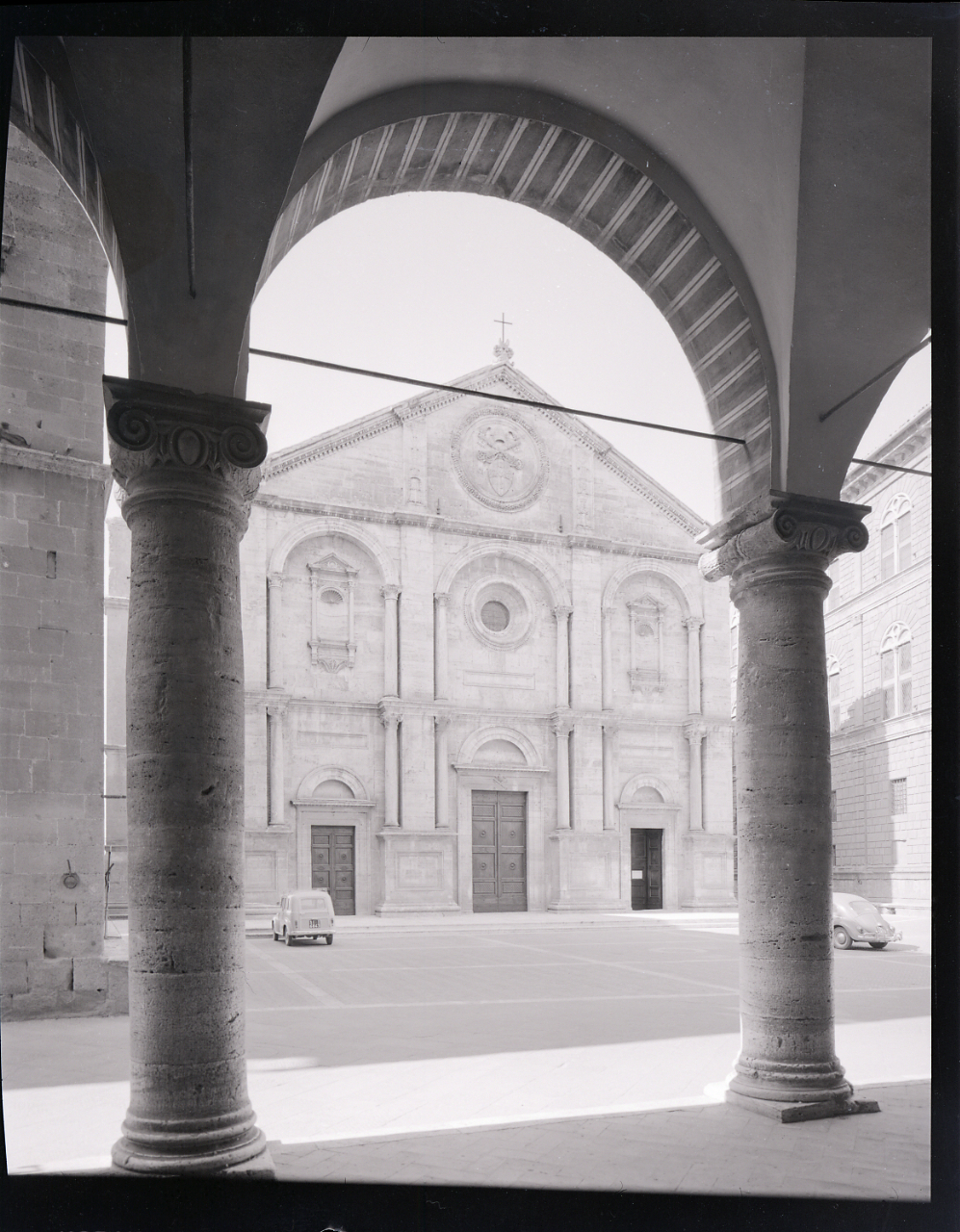
La catedral vista desde el pórtico del Palacio Comunale en una foto de Paolo Monti de 1965

El área en la que Rossellino ubica todos los edificios principales de Pienza (Palacio Piccolomini, la Iglesia de Santa María de la Asunción, el Palacio del Obispo o diocesano) es extremadamente estrecha. De hecho, sus dimensiones no son mayores que las del patio interior del palacio Piccolomini. Rossellino logró ganar algo del espacio necesario moviendo la catedral algo más al sur. Proyectando casi la mitad de la iglesia hacia la colina, consiguió una distancia de unos veinticinco metros entre la fachada de la catedral y los edificios orientados hacia el norte de la calle principal. Fue imposible encajar una plaza rectangular en el espacio que quedó por varias razones: la carretera entraba y salía del campamento desde diferentes ángulos, el antiguo Palacio del prior (el futuro Palacio del Obispo o el Palacio Diocesano) se colocó en un ángulo de unos noventa grados y el Palacio Piccolomini tenía que colocarse en un ángulo de setenta y cinco grados para mantenerse paralelo a la iglesia de San Francisco y alineado con la calle. Así, la plaza de la catedral quedó conformada con forma de trapecio, ligeramente irregular.

### Exterior
A pesar de ser uno de los monumentos más importantes del Renacimiento italiano, por algunos detalles como el techo a dos aguas y el rosetón, recuerda a las iglesias góticas franciscanas, pero también al Hallenkirchen alemán, que Pío II había visto en sus numerosos viajes (especialmente por el reflejo brillante de sus ventanas); El conjunto, sin embargo, es renacentista y refleja la influencia de Leon Battista Alberti, considerado hoy en día la verdadera inspiración para Pienza y el Duomo.
La fachada tripartita en travertino fue diseñada por Rossellino. Cuatro pilastras la dividen en tres zonas que se corresponden con los pasillos interiores. Un marcapiano divide la fachada en dos áreas, en la inferior hay tres puertas de entrada, en la superior tres arcos soportados por columnas. Bajo los arcos de ambos lados hay unas hornacinas de reminiscencia clásica y bajo el arco central hay un óculo.
Presidiendo el tímpano de la fachada encontramos un escudo de armas con el emblema de la Santa Sede de Pío II Piccolomini. Los muros exteriores de la iglesia y el ábside tienen unas ventanas góticas que permiten que en el interior haya una gran luminosidad. La esbelta torre campanario fue dañada por el terremoto de 1545 y restaurado en 1570. La torre campanario alberga 4 campanas, la grande, de nota solb3, fue forjada en 1400 por una fundición de Cortonian. La segunda, de nota solb3, fue forjada por Luigi Magni en la década de 1900 junto con la tercera y cuarta campanas, que repican en sol3 y lab3 respectivamente.

### Interior

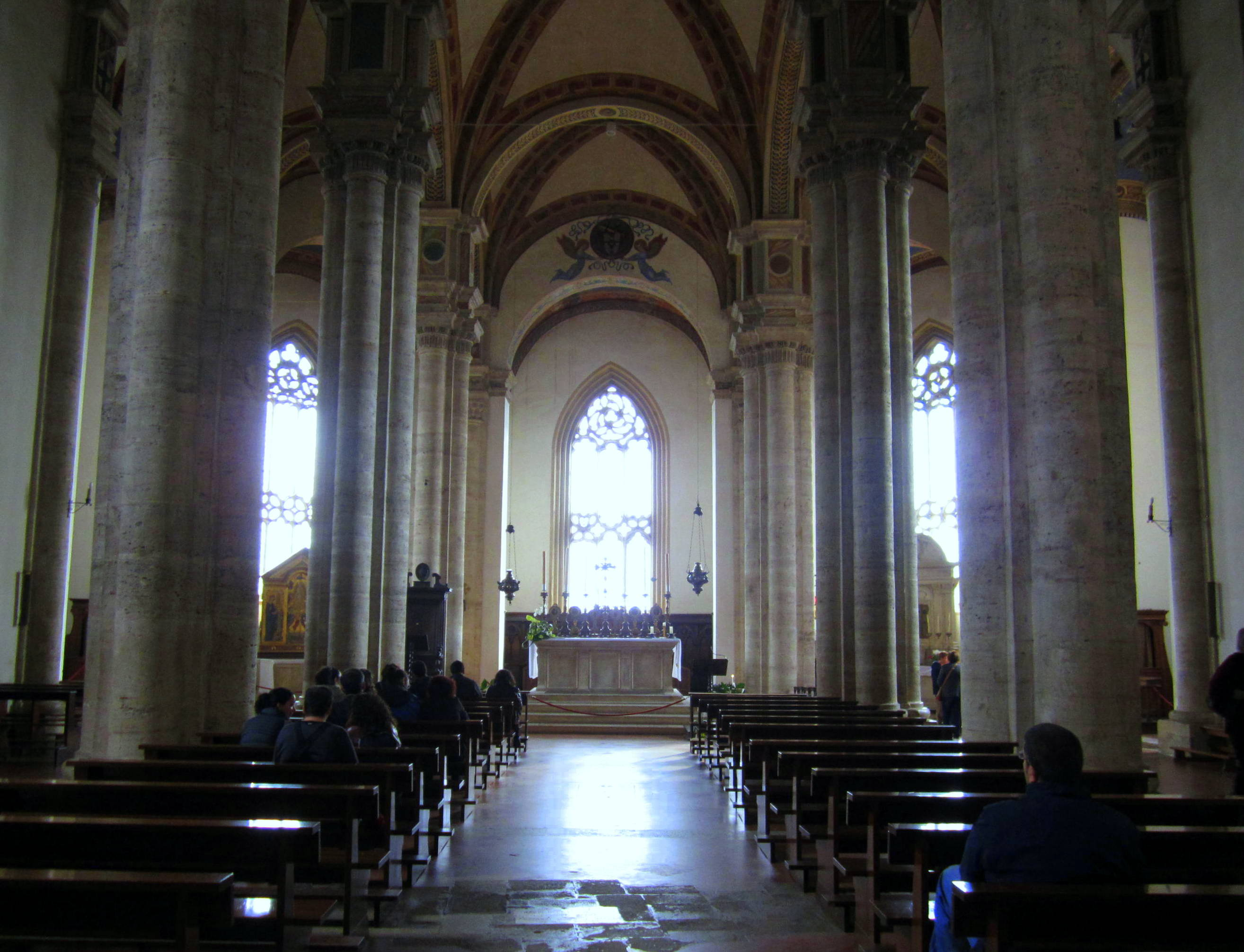
Interior

El interior, aún vinculado estructuralmente al estilo gótico, está dividido en tres naves, todas de la misma altura. La nave central es solo algo más ancha que las naves laterales. Dos filas de pilares con medias columnas y capiteles decorados, dividen las naves en pasillos.
El ábside está dividido en tres capillas, en la más grande se encuentra el coro.
Las otras dos capillas están formadas por los brazos del crucero y cada una tiene una ventana de gran tamaño. Toda esta parte ha sufrido un colapso debido a las condiciones del terreno sobre el cual se cimientan los muros perimetrales del ábside desde su construcción.
El templo está decorado con pinturas, encargadas por Pío II a los artistas más famosos de la época.

### Órgano
En el tercer tramo del pasillo del lado derecho, sobre la entrada a la sacristía, en una especie de balcón, se encuentra el órgano de tubos, construido por la compañía Giustozzi en los años setenta. El instrumento, con transmisión eléctrica, tiene dos teclados de 61 notas cada uno y una pedalera cóncava-radial de 32.

## Galería de imágenes

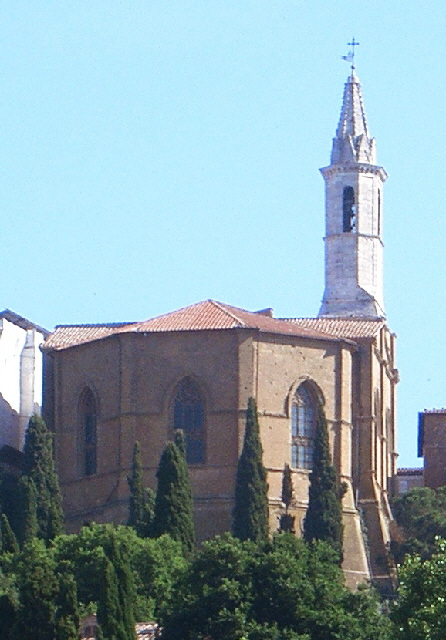
Ábside de la Catedral
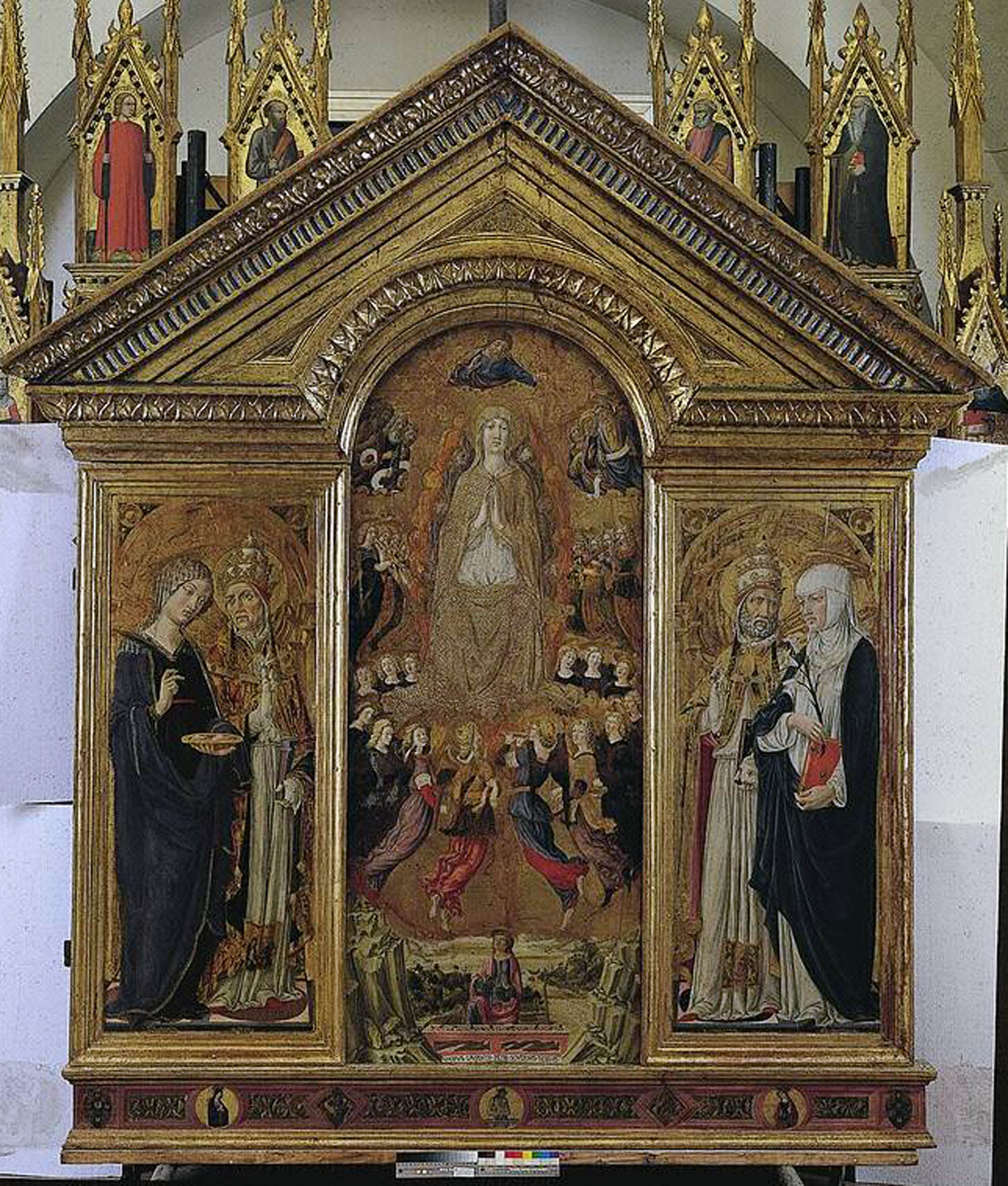
Vecchietta, Asunción de la Virgen
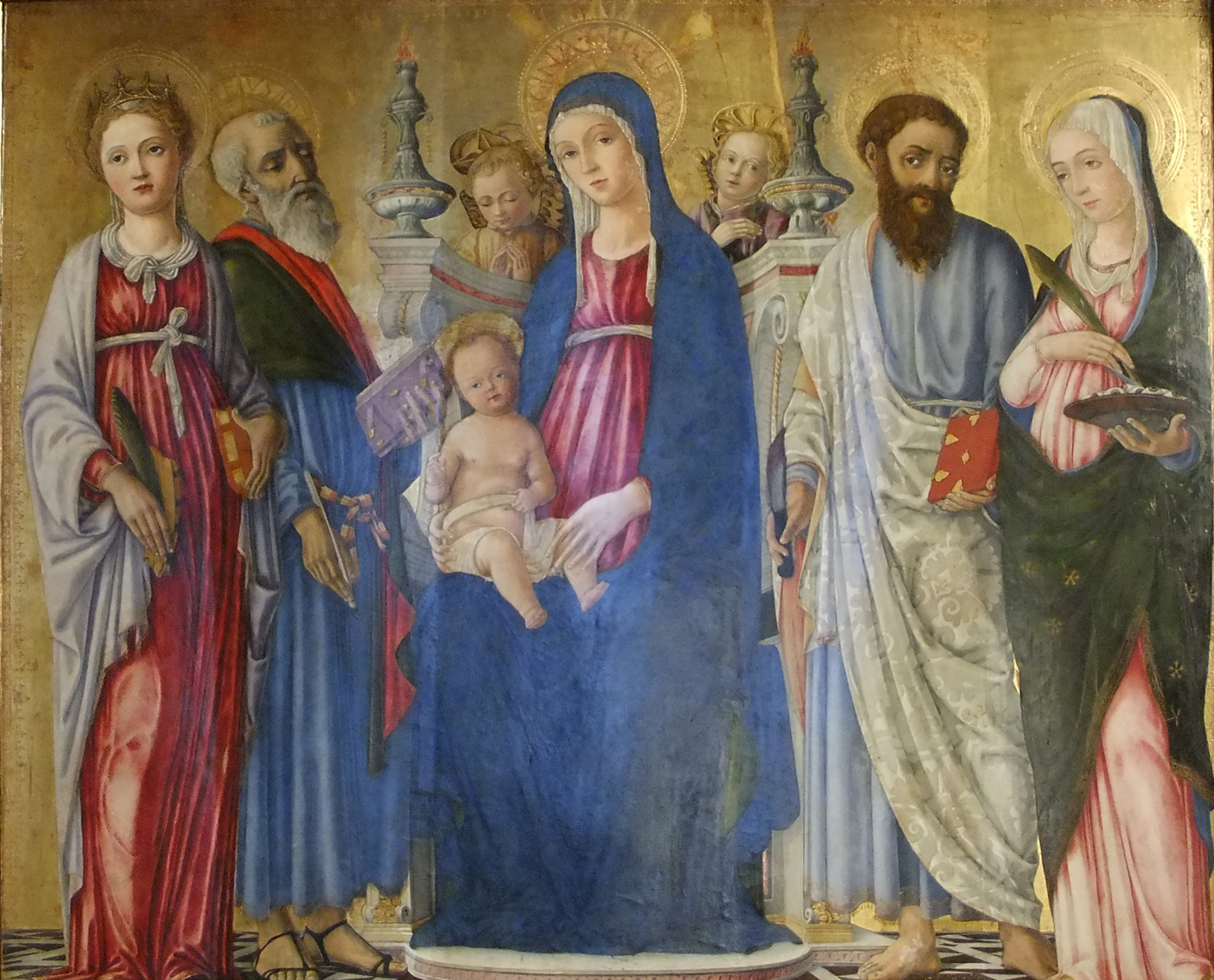
Matteo di Giovanni, Virgen con niño y los santos
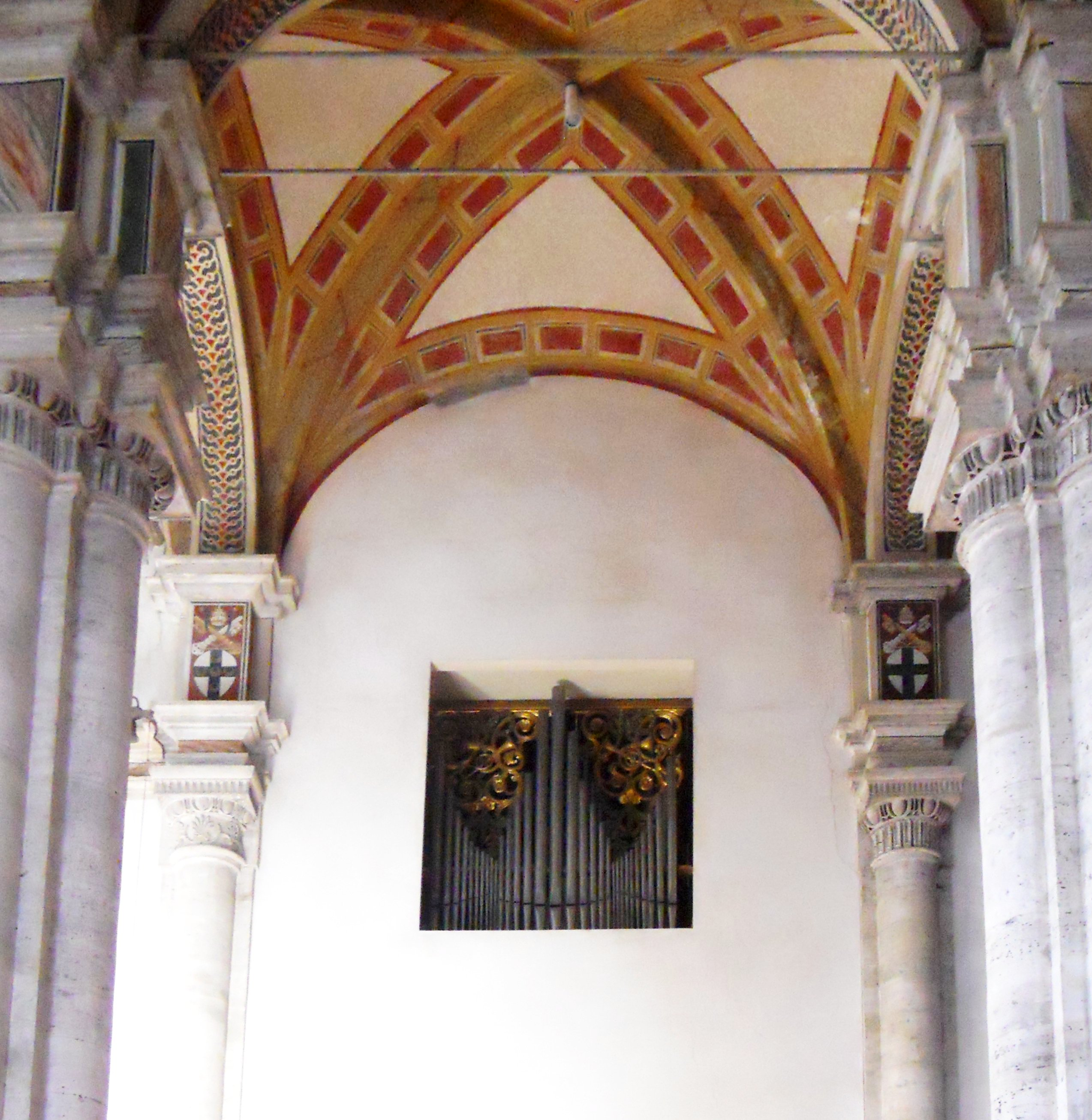
Órgano